# Estadio Ferenc Puskás
El Estadio Ferenc Puskás (en húngaro, Puskás Ferenc Stadion) fue un recinto deportivo ubicado en Budapest, Hungría. Es el estadio donde la selección de fútbol de Hungría jugaba sus partidos como local, aunque también se albergaron otros eventos, como competiciones de atletismo o conciertos. Inaugurado como Estadio del Pueblo (Népstadion), en 2002 recibió su nombre actual en homenaje a Ferenc Puskás, considerado como el mejor futbolista nacido en Hungría.

## Historia

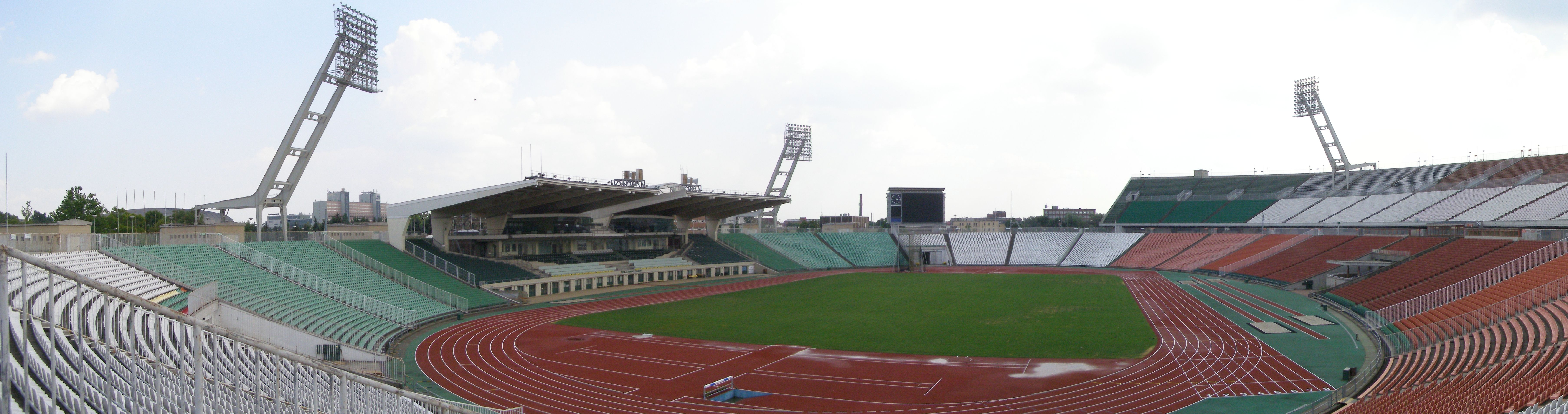
Imagen panorámica.

La primera piedra del estadio se puso el 13 de julio de 1948, y no estuvo listo hasta el 20 de agosto de 1953, fecha de su inauguración. En la construcción del recinto intervinieron soldados y voluntarios. Durante sus primeros años contó con un aforo de hasta 100 000 personas, pero cuando se adoptó la normativa UEFA para dotar a todas las localidades de asientos, la capacidad se redujo hasta los 68 976 espectadores actuales. Era el campo de fútbol con más aforo de Hungría.

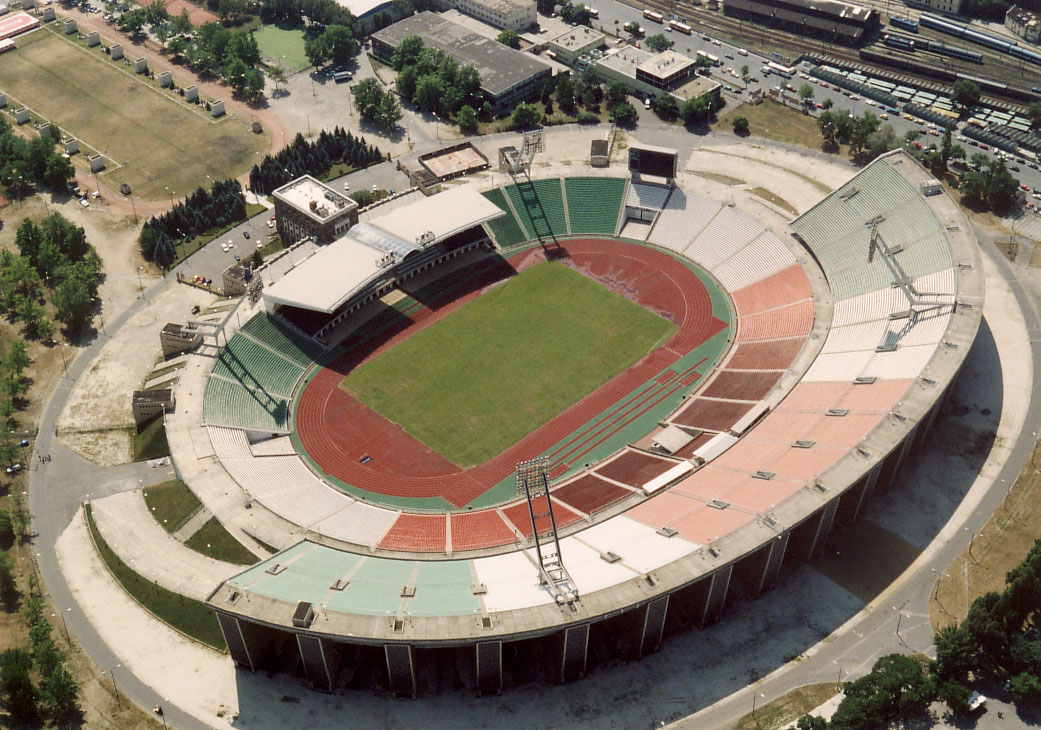
Vista aérea del estadio.

En este estadio, la selección de fútbol de Inglaterra sufrió la mayor derrota de su historia. El 23 de mayo de 1954, los ingleses perdieron por 7:1 frente a la Hungría del Equipo de oro, que entonces contaba con jugadores como Puskás, Czibor, Hidegkuti y Kocsis. En él también se celebró el Campeonato Europeo de Atletismo de 1998.
El 14 de agosto de 2002 el Zalaegerszegi TE empleó el estadio en la Liga de Campeones de la UEFA para el partido de ida de clasificación contra el Manchester United con el fin de dar cabida a una multitud de 40 000 espectadores, ya que su estadio no reunía los requisitos de la UEFA. El Zalaegerszegi consiguió ganar el partido 1-0 con un gol de Béla Koplárovics en el minuto 92.
El 24 de noviembre de 2009, el lugar volvió a ser sede de la Liga de Campeones para el partido entre el Liverpool y el campeón de la Liga de Fútbol de Hungría, el Debreceni VSC. El partido terminó en una victoria 0-1 para el Liverpool, que se aferró a una temprana ventaja a los 4 minutos. 
Actualmente el estadio original ha sido derruido y en su lugar se levantó el Puskás Aréna que fue sede de la Eurocopa 2020. El nuevo feudo tiene una capacidad de 67 115 espectadores para partidos de fútbol y de 80 000 para conciertos y fue finalizado en 2019.

## Otros eventos en el estadio
El 27 de julio de 1986, la banda británica Queen actuó en el recinto, dentro de su gira Magic Tour siendo la primera banda de un país capitalista en actuar en un país tras el denominado telón de acero. El concierto fue grabado por el director húngaro János Zsombolyai y lanzado oficialmente en VHS en 1987 como Magic Tour: Live in Budapest.
El 30 de julio de 1996, Diana Ross, Placido Domingo y José Carreras brindaron un concierto en ocasión del aniversario 1100° de la ciudad de Budapest. Esta presentación, además, fue la primera de las tres presentaciones que conformaron su gira euroasiática titulada Supert Concert of the Century.
El 10 de septiembre de 1996, Michael Jackson brindó su único concierto en Hungría como parte de su HIStory World Tour

## Partidos Eurocopa de Fútbol de 1960
| 27 de septiembre de 1959, 15:30 | Hungría | 0:1 (0:0) | Unión Soviética | Estadio Ferenc Puskás, Budapest                                   |                                                                   |
|                                 |         |           | Voinov 58'      | Asistencia: 78.481 espectadores Árbitro(s): Jozef Kowal (Polonia) | Asistencia: 78.481 espectadores Árbitro(s): Jozef Kowal (Polonia) |
| URSS ganó por 4-1 en el global. |         |           |                 |                                                                   |                                                                   |

## Partidos Eurocopa de Fútbol de 1964
| 3 de noviembre de 1963, 14:00      | Hungría                             | 3:3 (2:2) | Alemania Democrática          | Estadio Ferenc Puskás, Budapest                                            |                                                                            |
|                                    | Bene 7' Sándor 17' Solymosi 51' (p) |           | Heine 12' Ducke 26' Erler 81' | Asistencia: 35.382 espectadores Árbitro(s): Borče Nedelkovski (Yugoslavia) | Asistencia: 35.382 espectadores Árbitro(s): Borče Nedelkovski (Yugoslavia) |
| Hungría ganó por 5-4 en el global. |                                     |           |                               |                                                                            |                                                                            |

| 23 de mayo de 1964, 17:30          | Hungría            | 2:1 (1:1) | Francia   | Estadio Ferenc Puskás, Budapest                                        |                                                                        |
|                                    | Sipos 24' Bene 55' |           | Combin 2' | Asistencia: 70.120 espectadores Árbitro(s): Concetto Lo Bello (Italia) | Asistencia: 70.120 espectadores Árbitro(s): Concetto Lo Bello (Italia) |
| Hungría ganó por 5-2 en el global. |                    |           |           |                                                                        |                                                                        |

## Partidos Eurocopa de Fútbol de 1968
| 4 de mayo de 1968, 17:00 | Hungría               | 2:0 (1:0) | Unión Soviética | Estadio Ferenc Puskás, Budapest                                          |                                                                          |
|                          | Farkas 22' Göröcs 84' |           |                 | Asistencia: 80.000 espectadores Árbitro(s): Laurens Van Ravens (Holanda) | Asistencia: 80.000 espectadores Árbitro(s): Laurens Van Ravens (Holanda) |

## Partidos Eurocopa de Fútbol de 1972
| 29 de abril de 1972, 17:00 | Hungría         | 1:1 (1:0) | Rumania       | Estadio Ferenc Puskás, Budapest                                              |                                                                              |
|                            | Branikovits 11' |           | Szathmari 55' | Asistencia: 75.000 espectadores Árbitro(s): David William Smith (Inglaterra) | Asistencia: 75.000 espectadores Árbitro(s): David William Smith (Inglaterra) |